# 薩雷鄉

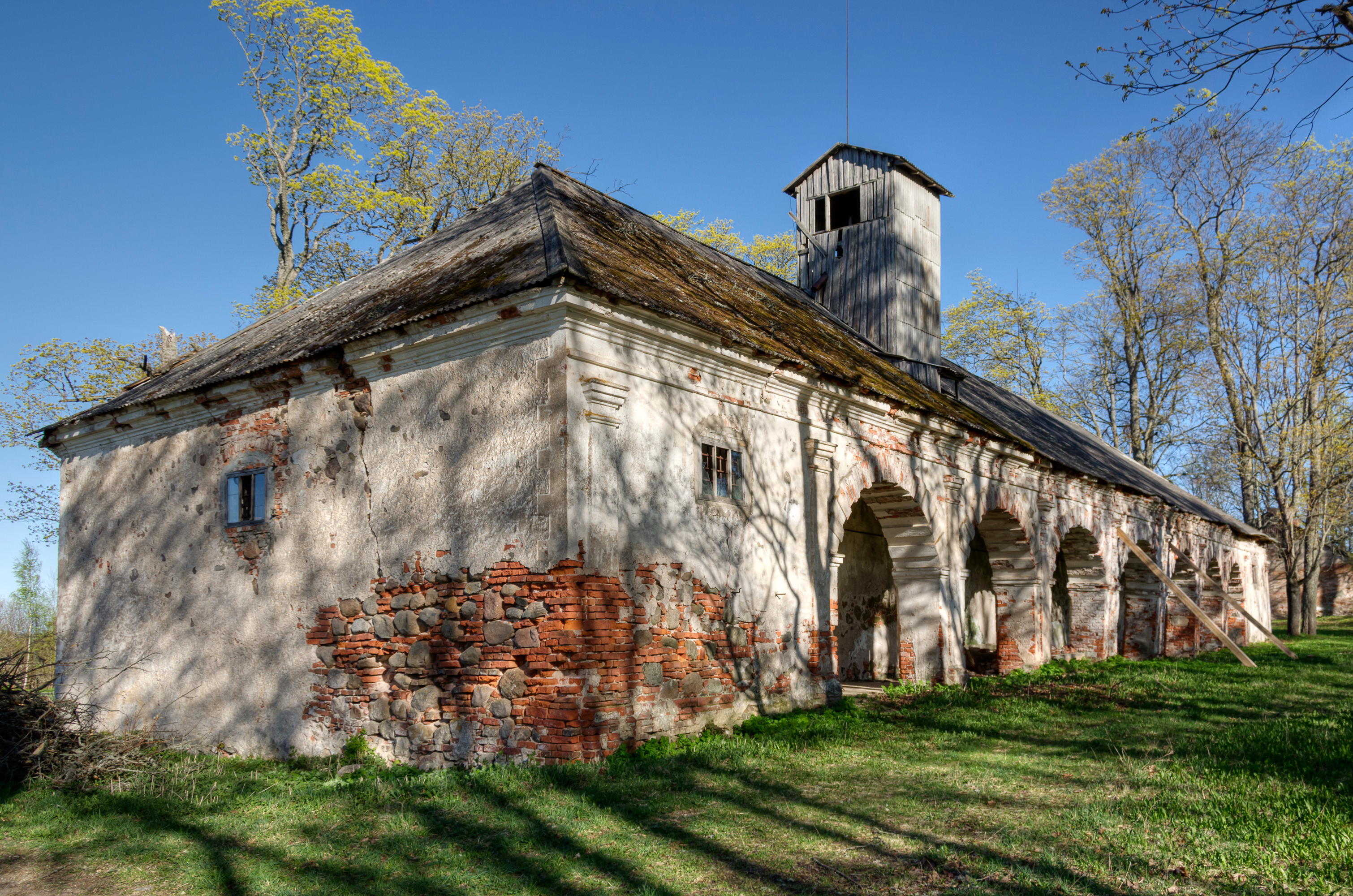
萨雷庄园的谷仓建筑

薩雷鄉，曾是愛沙尼亞約格瓦縣的一個鄉村型市镇，位於該國東部，行政中心設於凱帕，面積225平方公里，2007年人口1,391，人口密度每平方公里6人。
2017年爱沙尼亚行政改革后，萨雷市镇与其他市镇合并为穆斯特韦市镇。
58°41′53″N 26°50′28″E / 58.698°N 26.841°E